# Hermann Axen
Hermann Axen (Lipsia, 6 marzo 1916 – Berlino, 15 febbraio 1992) è stato un politico tedesco orientale, alto funzionario del Partito Socialista Unificato di Germania.
Dal 1956 al 1966 fu redattore-capo del quotidiano del partito Neues Deutschland.
Nel 1960 venne insignito dell'Ordine della Bandiera del lavoro della Repubblica Democratica Tedesca e nel 1986 fu insignito dell'onorificenza sovietica dell'Ordine dell'Amicizia tra i popoli.